# Tournouerina
Tournouerina is een geslacht van uitgestorven weekdieren uit de klasse van de Gastropoda (slakken).

## Soorten
- Tournouerina lugdunensis (Tournouër in Falsan & Locard, 1879) †
- Tournouerina turiecensis Neubauer & Harzhauser in Neubauer et al., 2015 †